# Adorazione dei pastori (Lotto)
La Adorazione dei pastori è un dipinto a olio su tela (147x166 cm) di Lorenzo Lotto, databile al 1534 circa e conservato nella Pinacoteca Tosio Martinengo a Brescia. È firmato "Lottus".

## Storia
Pare che l'opera venne commissionata dai nobiluomini perugini Braccio II e Sforza Baglioni, i cui ritratti sarebbero celati nelle fattezze dei due pastori. Essi forse incontrarono l'artista nelle Marche, in occasione di un pellegrinaggio a Loreto.
Le notizie della provenienza baglionesca risale al mercante che nel 1824 cedette la tela al conte bresciano Paolo Tosio ed è priva di altri riscontri documentari.
La datazione si basa su motivi stilistici, come l'armoniosa coesistenza tra manifestazioni naturali e soprannaturali, vicine a lavori quali l'Annunciazione di Recanati.

## Descrizione e stile
La scena è ambientata in una stalla, con un taglio stretto sui personaggi. In primo piano Maria adora il Bambino inginocchiata su un giaciglio di paglia contenuto nei vimini; dietro di essa si vedono san Giuseppe in ombra e l'asinello in controluce; al centro, scuro, il bue, mentre a destra si vedono i due pastori introdotti da altrettanti angeli. Uno di essi tende al Bambino un agnello, che il fanciullo tocca incuriosito allungando le braccine, con un gesto di viva quotidianità. Nessuno però sorride, anche perché l'agnello è un evidente simbolo del sacrificio di Cristo e della sua Passione. Maria porta alla mano un anello, probabile allusione alla reliquia del Santo Anello, conservata nel Duomo di Perugia e quindi rafforzante l'idea di un'opera nata per la città umbra.
I pastori hanno volti fortemente caratterizzati, uno con i capelli a caschetto, l'altro con un avvio di canizie, entrambi con la barba e con lineamenti che si rassomigliano, proprio come se fossero fratelli. Essi inoltre indossano eleganti abiti cinquecenteschi al di sotto delle casacche da pastore nei toni sgargianti del giallo e del vinaccia.
Il cielo esterno è forse notturno o forse rappresenta il crepuscolo; in ogni caso la luce sembra emanare, in maniera soprannaturale, dal Bambino stesso, lasciando ad esempio gli angeli e Giuseppe parzialmente in ombra.
Somiglianze sono riscontrabili con le natività dipinte in quegli anni dal Savoldo, che l'artista ebbe modo di conoscere a Venezia.

## Altre immagini

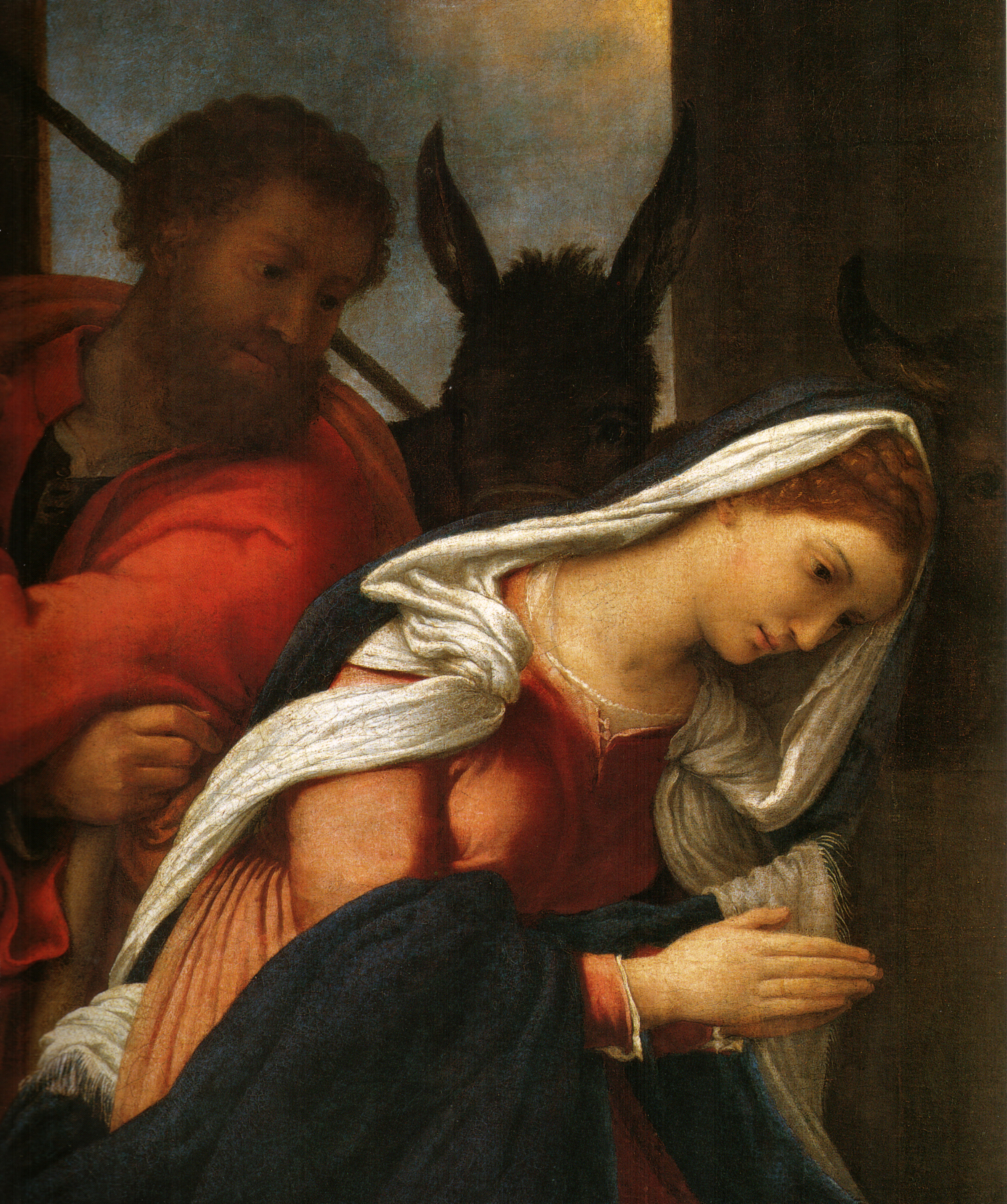
Dettaglio
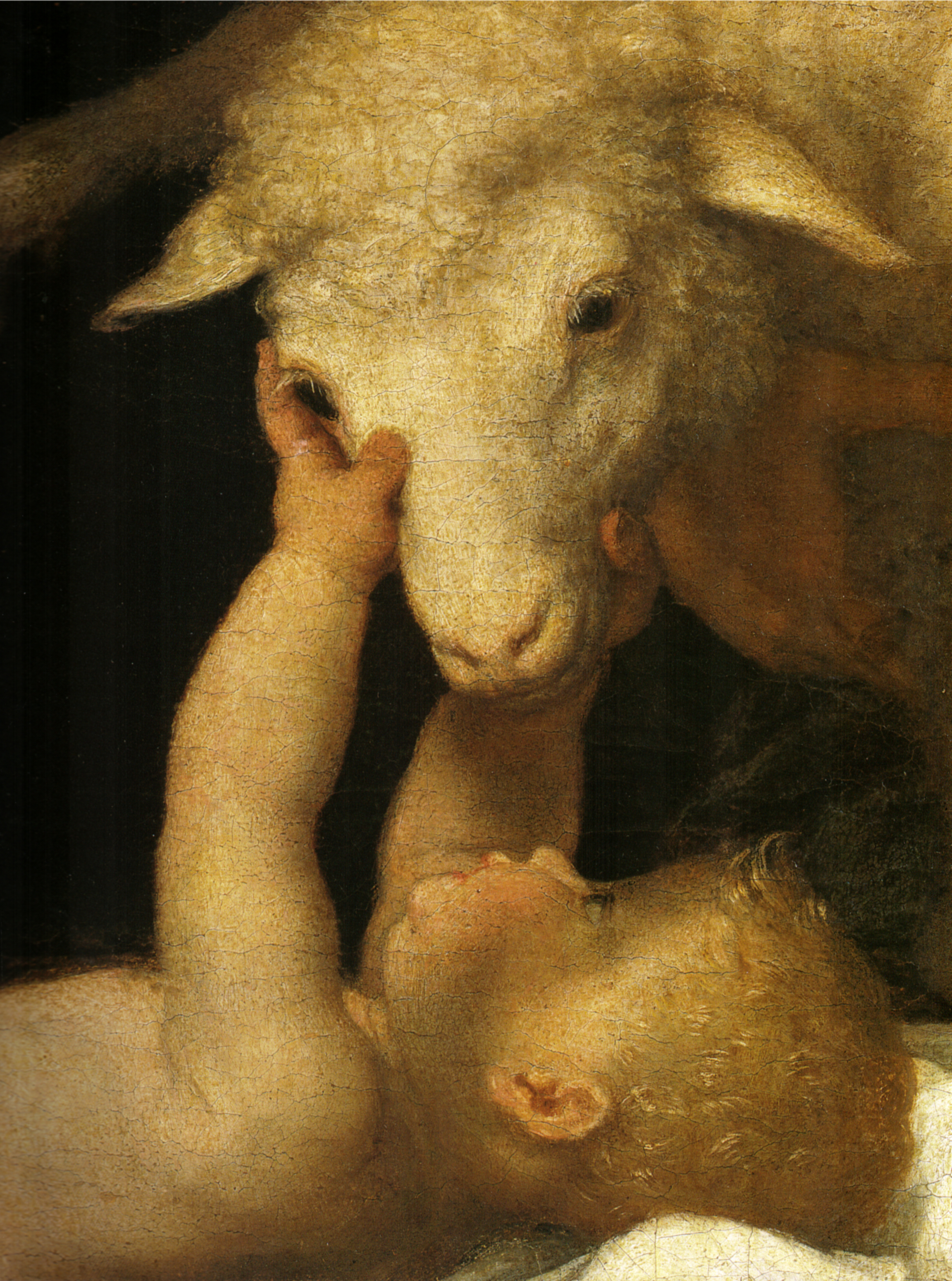
Dettaglio
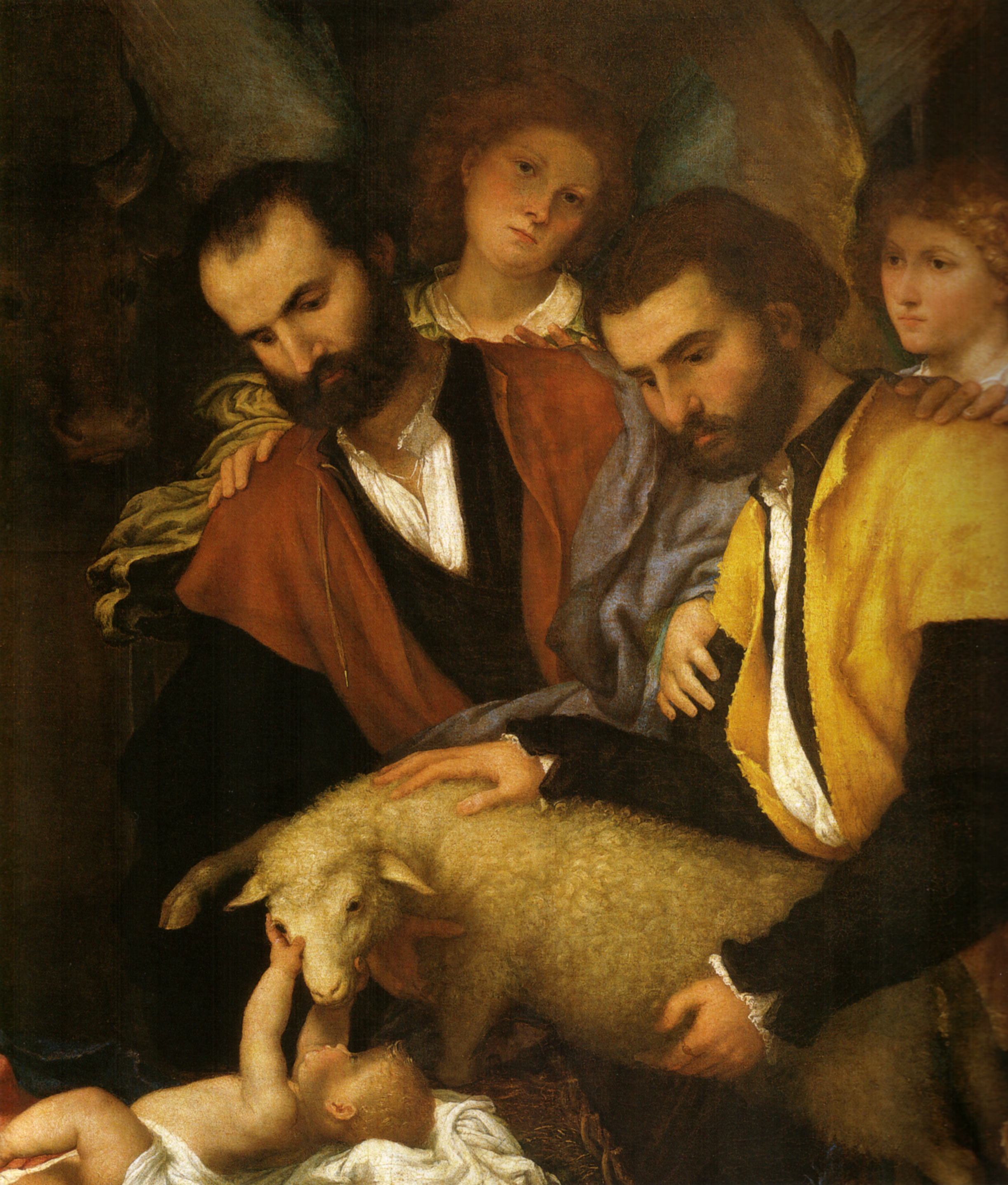
Dettaglio